# Buckau (Fluss)
Die Buckau ist ein Nebenfluss der Havel in Brandenburg. Sie zählt zu den vier bedeutenden natürlichen Fließgewässern auf der Nordseite des Hohen Fläming im Landkreis Potsdam-Mittelmark, zu denen neben der Buckau die Plane, das Verlorenwasser und die Temnitz gehören. Der Fluss ist 34 km lang und mündet in der Stadt Brandenburg an der Havel in den Breitlingsee, der von der Havel durchflossen wird.

## Name
Der Name der Buckau ist slawischen Ursprungs und bedeutet Buchenbach. In mittelalterlichen Urkunden wird die Buckau auch mitunter „Grobion“ genannt, was in Zusammenhang mit der Wüstung „Gräben“ zu sehen ist, die an ihrem Unterlauf kurz vor der Mündung lag. Heute verweist noch der Wohnplatz Wendgräben auf die aufgelassene Siedlung des Mittelalters.

## Verlauf
Die Quelle der über weite Strecken naturbelassenen Buckau liegt circa einen Kilometer von Gemeinde Görzke, am südöstlichen Abhang des 126 Meter hohen Bullenberges in einer Höhe von 95 m. Damit überwindet der Fluss bis zu seiner Mündung, die auf circa 28 Metern liegt, etwa 67 Höhenmeter. Nachdem die Buckau Görzke westlich passiert hat, nimmt sie an der Birkenreismühle zwischen den Dörfern Rottstock und Buckau den etwa gleich langen Riembach auf, der auch als zweiter Quellbach der Buckau bezeichnet wird. Dieser hat seinen Ursprung nordöstlich von Görzke, zwischen Görzke und der Wüstung Dangelsdorf am Rand der Nonnenheide.
Die Buckau durchfließt das gleichnamige Dorf, passiert östlich die Ortschaft Köpernitz und in etwa zwei Kilometer Entfernung die Stadt Ziesar. Bei Bücknitz, dessen Name von der Buckau entlehnt ist („Buckaudorf“), verlässt die Buckau den Fläming. Von dort bis zum Fiener Bruch besteht ein ausgedehnter Schwemmkegel, die Bücknitzer Heide, der durch die Buckau angespült wurde. Die Buckau passiert vor Eintritt ins Fiener Bruch die Eulenmühle nordwestlich Glieneckes und fließt am Ostrand der Bücknitzer Heide nordöstlich quer durch das Fiener Bruch, das als ein Teil des Glogau-Baruther Urstromtals betrachtet wird. Im Weiteren passiert die Buckau den Südrand der eiszeitlich gebildeten Karower Platte und die Dörfer Viesen und Mahlenzien und den Mahlenziener Sander (Marcinek 1961).
Nachdem die Buckau circa einen Kilometer östlich des brandenburgischen Ortsteils Mahlenzien ihren Nebenfluss Verlorenwasser aufgenommen hat, wendet sie sich in einem weiten Bogen wieder nach Norden. Dabei berührt sie die Wohnplätze Neue Mühle und Wendgräben, die seit dem Mittelalter zu Brandenburg an der Havel beziehungsweise der Neustadt Brandenburg gehören und vom Siedlungstyp der Waldweilersiedlungen sind. Wenige Hundert Meter hinter Wendgräben unterquert die Buckau die Magdeburger Heerstraße, eine seit dem Mittelalter genutzte alte Handelsstraße von Magdeburg über Ziesar nach Brandenburg an der Havel, und einen knappen Kilometer nördlich die Bahnlinie Berlin – Magdeburg. Nördlich der Eisenbahnbrücke beginnt das sumpfige Mündungsgebiet mit einem dichtbewachsenen Erlenbruchwald. Die Buckau mündet nahe dem Ausflugsdomizil Malge in den Havelsee Breitling ein. Sie ist das letzte Fläminggewässer, welches die Havel aufnimmt.
Im Fiener Bruch wurde in der Buckau eine Fließgeschwindigkeit von 0,2 bis 0,3 Meter die Sekunde gemessen. Der Havel führt das Flüsschen etwa 2 Kubikmeter Wasser die Sekunde zu. Dabei entwässert die Buckau ein Einzugsgebiet von 427,8 Quadratkilometer. Über ihre gesamte Länge ist die Biologische Gewässergüte der Buckau mit der Güteklasse II angegeben. Der Fluss gilt als mäßig belastet. Mehrere Wehre beziehungsweise Staustufen sind installiert.

### Nebenflüsse und Gräben
Mehrere natürliche Fließe und künstliche Gräben münden in die Buckau., wobei die Meliorationsgräben teilweise auf Grundlage natürlicher Fließe angelegt wurden. Zwischen einzelnen Fließgewässern bestehen Kollaterale, über die Wasser von einem System in ein anderes abfließen kann. Beispiele sind der Holzgraben zwischen der Holzbuckau und dem Verlorenwasser oder der Zitzer und der Karower Landgraben, über die eine Verbindung der Buckau zum Elbe-Havel-Kanal besteht.
- Riembach
- Krummer Bach
- Geuenbach
  - Kirchenheider Bach
- Herrenmühlengraben
  - Siebgraben Buckau
- Strynzelbach
- Strepenbach
  - Litzenbach
- Buckauer Hauptgraben im Oberlauf als Kobser Bach
  - Siebbach
  - Hauptgraben
  - Zitzer Landgraben
- Holzbuckau
- Verlorenwasser
  - Fenngraben
  - Briesener Bach

## Wirtschaftliche Nutzung

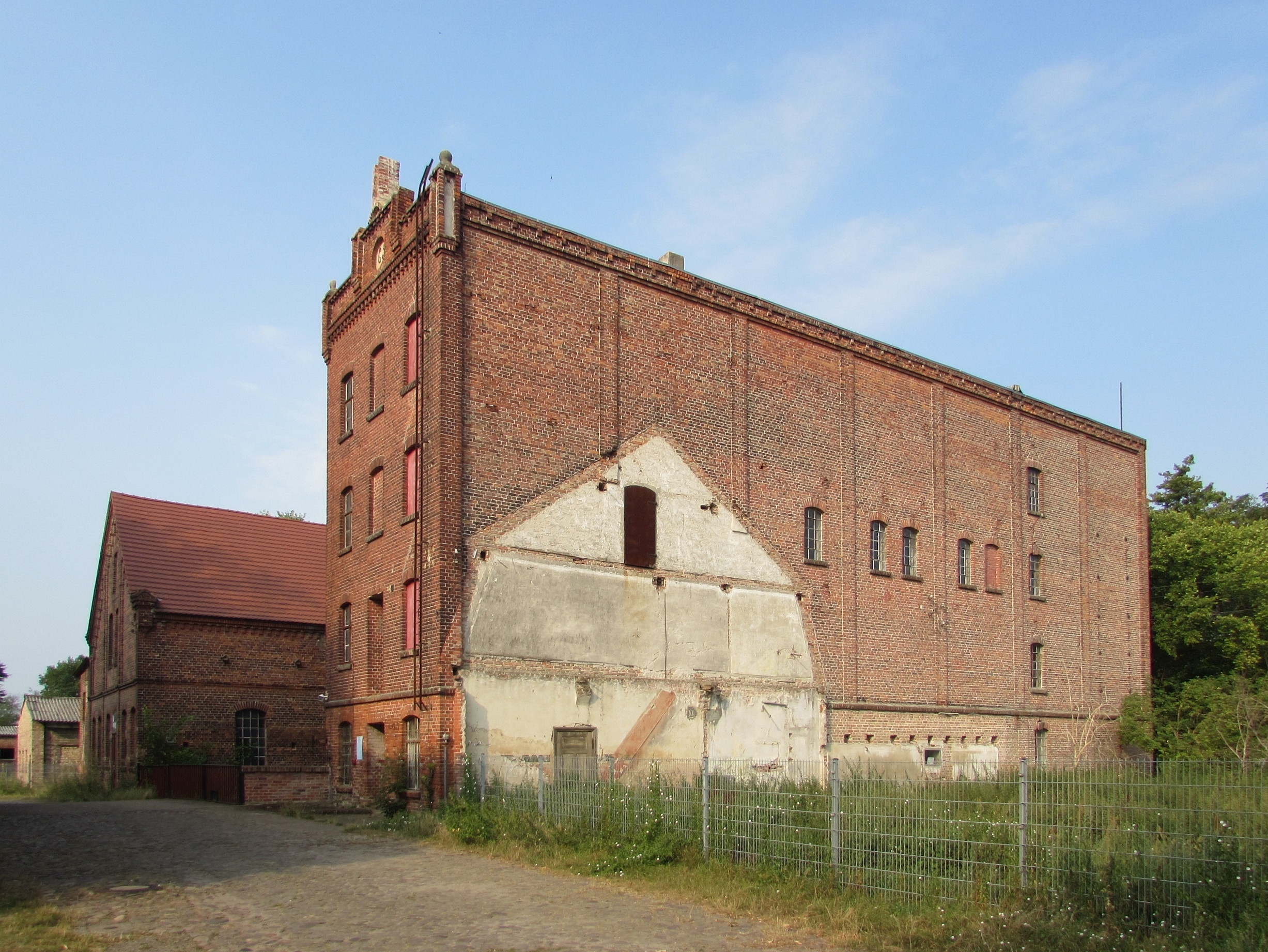
Die Krügermühle in Bücknitz

In früheren Jahrhunderten wurde die Buckau als mühlentreibendes Gewässer genutzt. Zu diesem Zweck wurden an mehreren Stellen Staustufen installiert und Wassermühlen errichtet. Die Buckaumühlen dienten in erster Linie dem Mahlen von Korn. Diese wirtschaftliche Bedeutung verlor der Fluss mit der weitgehenden Stilllegung der Mühlenanlagen. Einige Anlagen sind jedoch noch immer funktionstüchtig und in gelegentlichem Einsatz. Die Eulenmühle beispielsweise wird noch hin und wieder und nicht gewerblich als Sägemühle genutzt. Mehrere Wassermühlen der Buckau wurden zu Wasserkraftwerken umfunktioniert und dienen seither der Stromerzeugung. So speisen beispielsweise die Eulenmühle und die Krügermühle Strom in das öffentliche Netz ein. An den Staustufen wurden häufig Fischteiche angelegt. Diese werden als Angelgewässer oder als Zuchtstationen genutzt. Weiterhin gewinnt eine touristische Nutzung des Flussgebiets der Buckau mit seinen Auen und Mischwäldern immer mehr an Bedeutung. Die Buckau ist auf ihrer gesamten Länge nicht schiffbar beziehungsweise sie ist über weite Strecken beispielsweise auch für Kanufahrten ganzjährig gesperrt.

## Schutzgebiete
Im Verlauf durchfließt die Buckau mehrere teilweise sich überlappende Schutzgebiete. Bis östlich Ziesars liegt sie beispielsweise im Naturpark Hoher Fläming und im Landschaftsschutzgebiet Hoher Fläming – Belziger Landschaftswiesen. Daneben ist sie als FFH-Gebiet Buckau und Nebenfließe ausgewiesen. Mehrere Abschnitte im Flusslauf wurden als Geschützte Biotope unter Schutz gestellt. Ab westlich von Bücknitz bis ins Brandenburger Stadtgebiet hinein durchfließt die Buckau das Vogelschutzgebiet Fiener Bruch (SPA-Gebiet). Kurz hinter der Stadtgrenze beginnt das Landschaftsschutzgebiet Brandenburger Wald- und Seengebiet, in welchem der gesamte Unterlauf bis zur Mündung liegt. Die Flussmündung selbst liegt im Naturschutzgebiet und FFH-Gebiet Gränert.

### Flora und Fauna
In der Buckau heimische Säugetiere sind beispielsweise Biber und Fischotter, die über die Havel wieder eingewandert sind. Weiterhin leben Seeadler und Fischadler und weitere Vogelarten entlang des Flusses und nutzen diesen. Nennenswerte – und unter Schutz gestellte – Amphibienarten sind beispielsweise Kammmolch und Moorfrosch, Fische das Bachneunauge. Auch die Artenvielfalt bei Pflanzen ist reich. Beispiels vorkommender Pflanzen im Verlauf der Buckau sind Sumpfdotterblume, Krebsschere, Froschbiss,
Echter Baldrian und Silbergras.

## Galerie

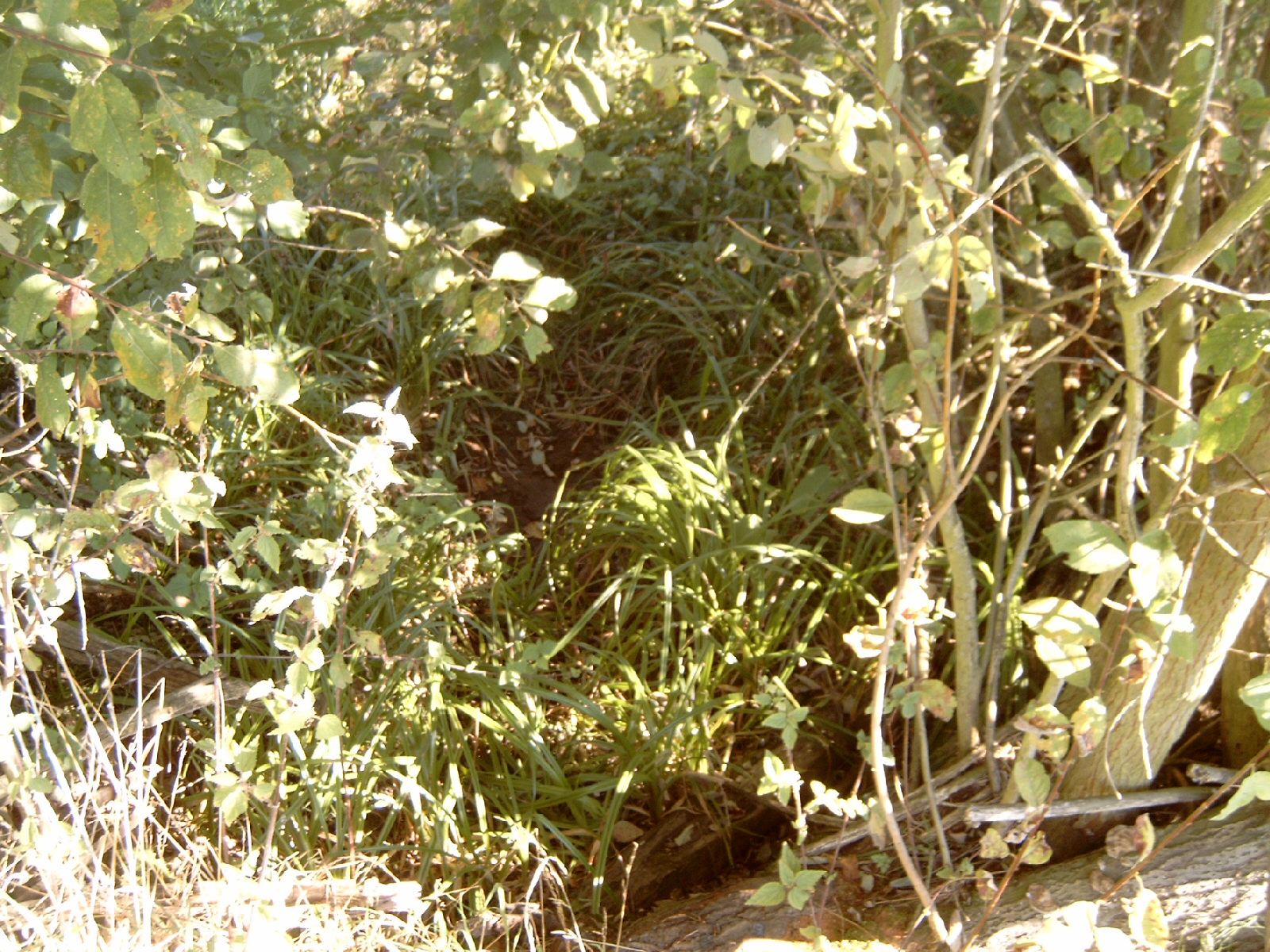
Die Quelle der Buckau südwestlich von Görzke/Fläming
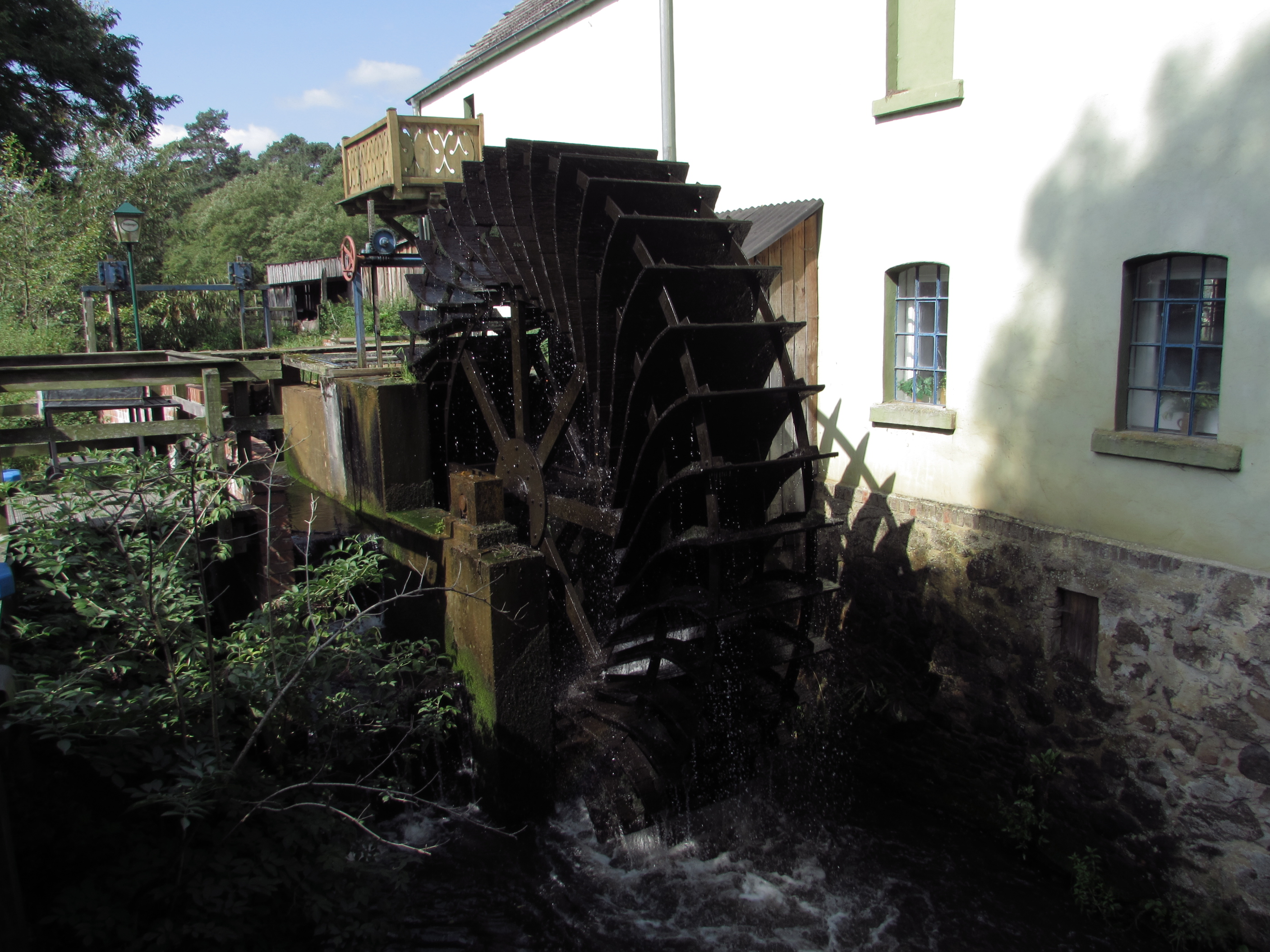
Die Eulenmühle am Mittellauf bei Glienecke
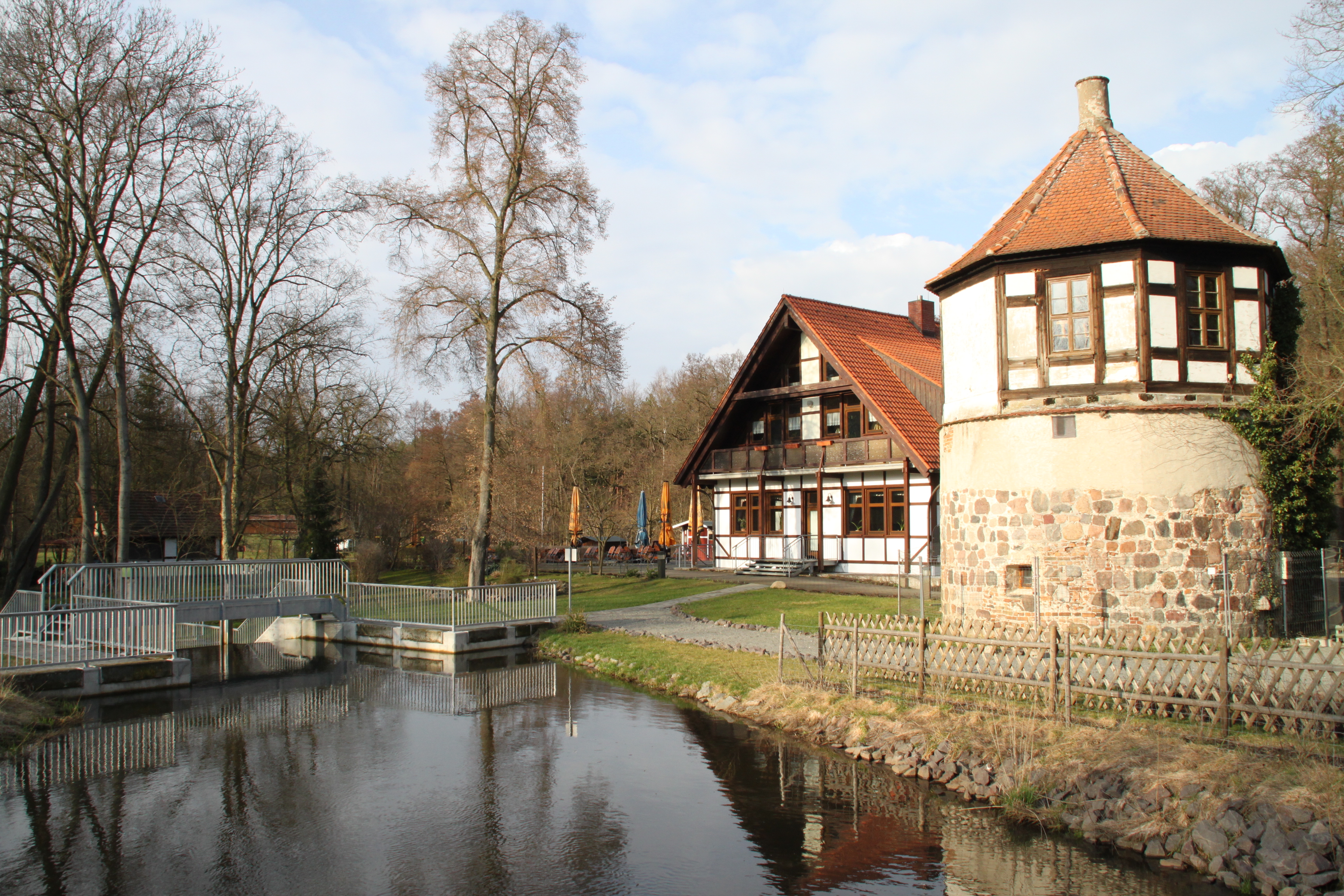
Die Buckau an der Stauwehranlage am alten Turm der Landwehr der Neustadt Brandenburgs bei der Neuen Mühle
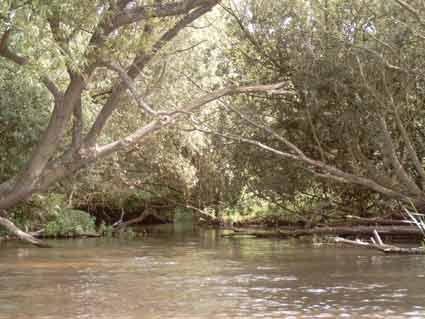
Die Mündung der Buckau in den Breitlingsee